# Keizerlijke regalia van Japan

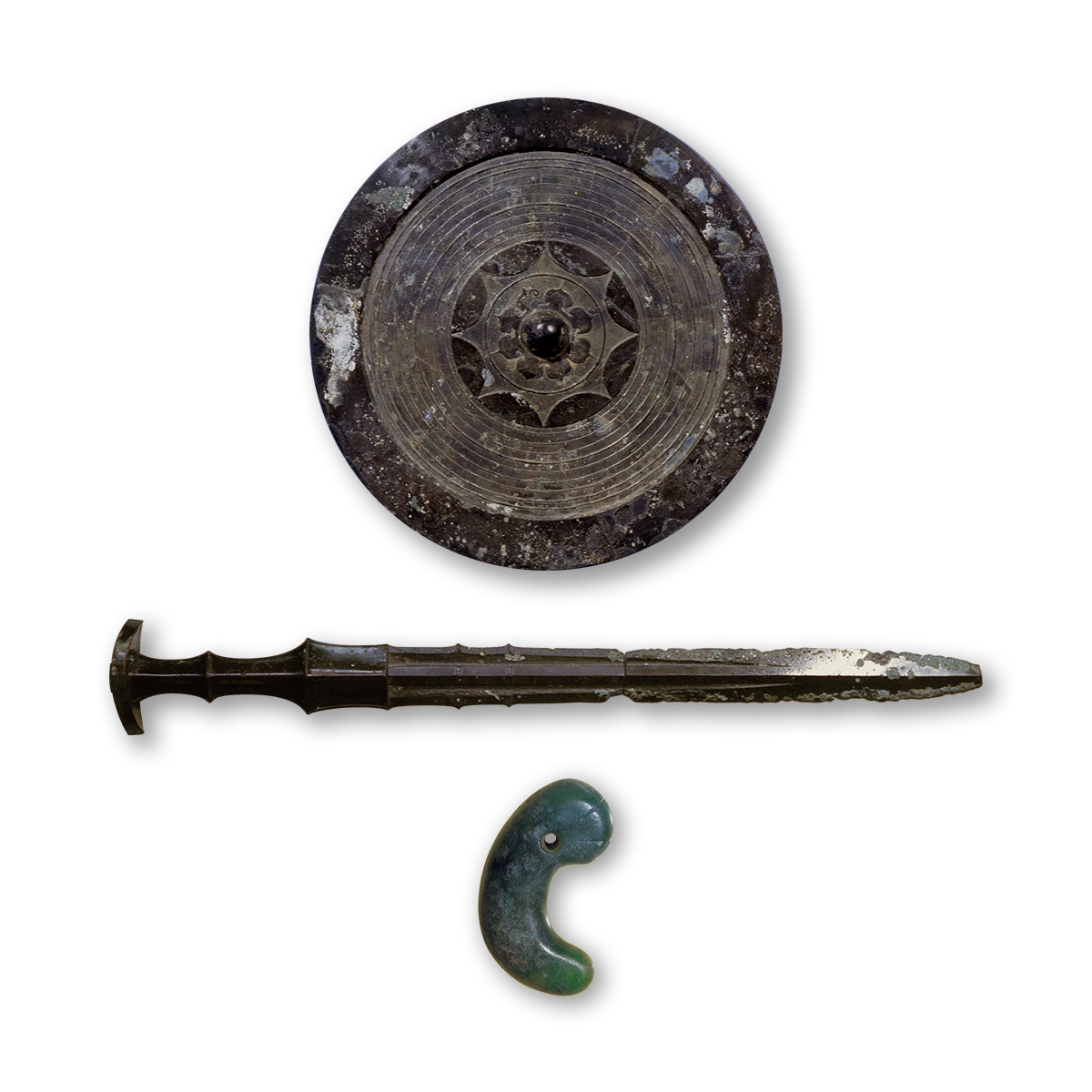
Artist's impression van de Japanse keizerlijke regalia (van de echte regalia zijn geen foto's bekend)

De Keizerlijke regalia van Japan (三種の神器, Sanshu no Jingi / mikusa no kandakara), ook bekend als de drie heilige schatten van Japan, zijn de regalia die toebehoren aan de Keizer van Japan. De regalia omvatten het zwaard Kusanagi (草薙劍), de spiegel Yata no kagami (八咫鏡), en het juweel Yasakani no magatama (八尺瓊曲玉).
De locaties van de regalia worden geheim gehouden. Doorgaans wordt aangenomen dat het zwaard in de Atsutaschrijn in Nagoya ligt, het juweel in Kokyo (het keizerlijk paleis) in Tokio, en de spiegel in de Ise Jingu. Tevens wordt aangenomen dat ten minste een van de drie regalia niet het origineel is maar een kopie.

## Betekenis
Deze regalia staan volgens de meest gangbare interpretatie voor de drie deugden: moed (zwaard), wijsheid (spiegel) en welwillendheid (juweel). Een andere interpretatie is dat de spiegel de zon voorstelt, het juweel de maan en het zwaard de sterren.

## Traditie
Sinds 690 is het de traditie dat de regalia door priesters van schrijn worden getoond aan de nieuwe keizer als onderdeel van de kroning. Deze ceremonie is niet openbaar waardoor enkel de keizer en de priesters de regalia te zien krijgen. Er bestaan dan ook geen foto’s of tekeningen van de ceremonie of van de regalia. Twee van de regalia (het juweel en het zwaard) werden voor het laatst gezien tijdens de kroning van keizer Akihito in 1989.
Volgens de legende waren de regalia meegebracht door Ninigi, de legendarische voorouder van de Keizerlijke familie. De ware oorsprong van de regalia is niet bekend. Wel is bekend dat in oude tijden de regalia dienden als statussymbool voor de keizer, waarmee hij zijn recht op de troon kon aantonen. Tijdens de Nanboku-cho-periode waren de regalia in handen van de keizers van het Zuidelijke hof, wat ertoe geleid heeft dat deze keizers tegenwoordig worden erkend als de ware keizers uit die tijd.
Het belang van de regalia voor Japan bleek nogmaals toen aan het einde van de Tweede Wereldoorlog keizer Hirohito opdracht gaf de regalia ten koste van alles te beschermen.